# Pachira gracilis
Pachira gracilis är en malvaväxtart. Pachira gracilis ingår i släktet Pachira och familjen malvaväxter.

## Underarter
Arten delas in i följande underarter:
- P. g. bolivarensis
- P. g. gracilis